# Goliath (Six Flags Fiesta Texas)
Pour les articles homonymes, voir Goliath.
Goliath sont des montagnes russes inversées du parc Six Flags Fiesta Texas, situé à San Antonio, au Texas, aux États-Unis depuis le 18 avril 2008. Ces montagnes russes ont tout d'abord été installées à Thrill Valley de 1995 au 6 mai 2002 sous le nom Gambit puis fut déplacé ensuite à Six Flags New Orleans sous le nom Batman: The Ride du 12 avril 2003 jusque mars 2007. Il ne fonctionnait plus depuis août 2005 à cause de l'ouragan.

## Le circuit
Le circuit a cinq inversions: un looping vertical, un zero-G roll, un autre Looping vertical et deux tire-bouchons.

## Statistiques
- Trains : 2 trains de 7 wagons. les passagers sont placés à 4 de front sur un seul rang pour un total de 28 passagers par train.